# La Chartre-sur-le-Loir
La Chartre-sur-le-Loir és un municipi francès situat al departament del Sarthe i a la regió de País del Loira. L'any 2007 tenia 1.484 habitants.

## Demografia

### Població
El 2007 la població de fet de La Chartre-sur-le-Loir era de 1.484 persones. Hi havia 672 famílies de les quals 288 eren unipersonals (96 homes vivint sols i 192 dones vivint soles), 208 parelles sense fills, 116 parelles amb fills i 60 famílies monoparentals amb fills.
La població ha evolucionat segons el següent gràfic:
Habitants censats

### Habitatges
El 2007 hi havia 904 habitatges, 693 eren l'habitatge principal de la família, 105 eren segones residències i 106 estaven desocupats. 691 eren cases i 211 eren apartaments. Dels 693 habitatges principals, 419 estaven ocupats pels seus propietaris, 255 estaven llogats i ocupats pels llogaters i 19 estaven cedits a títol gratuït; 13 tenien una cambra, 65 en tenien dues, 154 en tenien tres, 213 en tenien quatre i 248 en tenien cinc o més. 413 habitatges disposaven pel capbaix d'una plaça de pàrquing. A 372 habitatges hi havia un automòbil i a 161 n'hi havia dos o més.

### Piràmide de població
La piràmide de població per edats i sexe el 2009 era:
| Homes | Edats   | Dones |
| ----- | ------- | ----- |
| 4     | 95 o +  | 24    |
| 4     | 90 a 94 | 36    |
| 28    | 85 a 89 | 36    |
| 28    | 80 a 84 | 16    |
| 40    | 75 a 79 | 64    |
| 80    | 70 a 74 | 52    |
| 40    | 65 a 69 | 80    |
| 44    | 60 a 64 | 36    |
| 32    | 55 a 59 | 40    |
| 56    | 50 a 54 | 56    |
| 20    | 45 a 49 | 44    |
| 60    | 40 a 44 | 44    |
| 44    | 35 a 39 | 56    |
| 24    | 30 a 34 | 28    |
| 48    | 25 a 29 | 36    |
| 24    | 20 a 24 | 28    |
| 36    | 15 a 19 | 52    |
| 48    | 10 a 14 | 44    |
| 24    | 5 a 9   | 40    |
| 24    | 0 a 4   | 32    |

## Economia
El 2007 la població en edat de treballar era de 778 persones, 500 eren actives i 278 eren inactives. De les 500 persones actives 436 estaven ocupades (232 homes i 204 dones) i 64 estaven aturades (28 homes i 36 dones). De les 278 persones inactives 110 estaven jubilades, 65 estaven estudiant i 103 estaven classificades com a «altres inactius».

### Ingressos
El 2009 a La Chartre-sur-le-Loir hi havia 727 unitats fiscals que integraven 1.427,5 persones, la mediana anual d'ingressos fiscals per persona era de 15.679 €.

### Activitats econòmiques
Dels 157 establiments que hi havia el 2007, 2 eren d'empreses extractives, 4 d'empreses alimentàries, 1 d'una empresa de fabricació de material elèctric, 14 d'empreses de fabricació d'altres productes industrials, 12 d'empreses de construcció, 41 d'empreses de comerç i reparació d'automòbils, 3 d'empreses de transport, 16 d'empreses d'hostatgeria i restauració, 1 d'una empresa d'informació i comunicació, 10 d'empreses financeres, 7 d'empreses immobiliàries, 16 d'empreses de serveis, 16 d'entitats de l'administració pública i 14 d'empreses classificades com a «altres activitats de serveis».
Dels 41 establiments de servei als particulars que hi havia el 2009, 1 era una gendarmeria, 1 oficina de correu, 6 oficines bancàries, 2 funeràries, 2 tallers de reparació d'automòbils i de material agrícola, 1 autoescola, 3 paletes, 1 guixaire pintor, 1 fusteria, 1 lampisteria, 4 electricistes, 4 perruqueries, 2 veterinaris, 7 restaurants, 3 agències immobiliàries i 2 tintoreries.
Dels 20 establiments comercials que hi havia el 2009, 2 eren supermercats, 2 grans superfícies de material de bricolatge, 3 fleques, 3 carnisseries, 1 una llibreria, 2 botigues de roba, 1 una botiga d'equipament de la llar, 3 sabateries, 1 una botiga d'electrodomèstics, 1 un drogueria i 1 una floristeria.
L'any 2000 a La Chartre-sur-le-Loir hi havia 14 explotacions agrícoles que ocupaven un total de 702 hectàrees.

## Equipaments sanitaris i escolars
El 2009 hi havia 2 farmàcies i 3 ambulàncies.
El 2009 hi havia 1 escola maternal i 2 escoles elementals. La Chartre-sur-le-Loir disposava d'un col·legi d'educació secundària amb 214 alumnes.

## Poblacions més properes
El següent diagrama mostra les poblacions més properes.